# Вінгерсайм
Венгерса́йм, Венґерсайм (фр. Wingersheim) — колишній муніципалітет у Франції, у регіоні Гранд-Ест, департамент Нижній Рейн. Населення — 1189 осіб (2011).
Муніципалітет був розташований на відстані близько 390 км на схід від Парижа, 18 км на північний захід від Страсбура.

## Історія
До 2015 року муніципалітет перебував у складі регіону Ельзас. Від 1 січня 2016 року належав до нового об'єднаного регіону Гранд-Ест.
1 січня 2016 року Вінгерсайм, Женсайм, Оаценайм i Міттелозен було об'єднано в новий муніципалітет Вінгерсайм-ле-Катр-Бан.

## Демографія
Динаміка населення (INSEE ):
Розподіл населення за віком та статтю (2006):
| Стать | Всього | До 15 років | 15-24 | 25-44 | 45-64 | 65-85 | Понад 85 |
| --- | ------ | ----------- | ----- | ----- | ----- | ----- | -------- |
| Чоловіки | 575    | 119         | 65    | 163   | 146   | 82    | 0        |
| Жінки | 533    | 107         | 36    | 164   | 154   | 56    | 16       |
| \| Статево-вікова піраміда \| Статево-вікова піраміда \| Статево-вікова піраміда \| \| ----------------------- \| ----------------------- \| ----------------------- \| \| Чоловіки \| Вік \| Жінки \| \| 0 \| 85 + \| 16 \| \| 8 \| 80-84 \| 4 \| \| 12 \| 75-79 \| 20 \| \| 29 \| 70-74 \| 16 \| \| 33 \| 65-69 \| 16 \| \| 20 \| 60-64 \| 33 \| \| 49 \| 55-59 \| 24 \| \| 53 \| 50-54 \| 73 \| \| 24 \| 45-49 \| 24 \| \| 53 \| 40-44 \| 29 \| \| 49 \| 35-39 \| 69 \| \| 37 \| 30-34 \| 29 \| \| 24 \| 25-29 \| 37 \| \| 49 \| 20-24 \| 16 \| \| 16 \| 15-20 \| 20 \| \| 33 \| 10-14 \| 41 \| \| 53 \| 5-9 \| 29 \| \| 33 \| 0-4 \| 37 \| |        |             |       |       |       |       |          |
| Статево-вікова піраміда |        |             |       |       |       |       |          |
| Чоловіки | Вік    | Жінки       |       |       |       |       |          |
| 0 | 85 +   | 16          |       |       |       |       |          |
| 8 | 80-84  | 4           |       |       |       |       |          |
| 12 | 75-79  | 20          |       |       |       |       |          |
| 29 | 70-74  | 16          |       |       |       |       |          |
| 33 | 65-69  | 16          |       |       |       |       |          |
| 20 | 60-64  | 33          |       |       |       |       |          |
| 49 | 55-59  | 24          |       |       |       |       |          |
| 53 | 50-54  | 73          |       |       |       |       |          |
| 24 | 45-49  | 24          |       |       |       |       |          |
| 53 | 40-44  | 29          |       |       |       |       |          |
| 49 | 35-39  | 69          |       |       |       |       |          |
| 37 | 30-34  | 29          |       |       |       |       |          |
| 24 | 25-29  | 37          |       |       |       |       |          |
| 49 | 20-24  | 16          |       |       |       |       |          |
| 16 | 15-20  | 20          |       |       |       |       |          |
| 33 | 10-14  | 41          |       |       |       |       |          |
| 53 | 5-9    | 29          |       |       |       |       |          |
| 33 | 0-4    | 37          |       |       |       |       |          |

## Економіка
2010 року серед 775 осіб працездатного віку (15—64 років) 577 були активними, 198 — неактивними (показник активності 74,5%, у 1999 році було 72,4%). З 577 активних мешканців працювало 560 осіб (289 чоловіків та 271 жінка), безробітними було 17 (11 чоловіків та 6 жінок). Серед 198 неактивних 73 особи були учнями чи студентами, 93 — пенсіонерами, 32 були неактивними з інших причин.

У 2010 році в муніципалітеті числилось 421 оподатковане домогосподарство, у яких проживали 1148,5 особи, медіана доходів виносила 22 803 євро на одного особоспоживача